# Rhabdotorrhinus
Rhabdotorrhinus – rodzaj ptaków z rodziny dzioborożców (Bucerotidae).

## Zasięg występowania
Rodzaj obejmuje gatunki występujące w Azji Południowo-Wschodniej.

## Morfologia
Długość ciała 45–70 cm; masa ciała 370–1590 g.

## Systematyka

### Etymologia
- Rhabdotorrhinus: gr. ῥαβδωτος rhabdōtos „w paski”, od ῥαβδος rhabdos „pasmo”; ῥις rhis, ῥινος rhinos „nos”[5].
- Cranobrontes: gr. κρανος kranos, κρανεος kraneos „hełm”; βροντης brontēs „grzmić”, od βροντη brontē „grzmot”[6]. Gatunek typowy: Buceros leucocephalus Vieillot, 1816.

### Podział systematyczny
Takson wyodrębniony ostatnio z Penelopides. Do rodzaju należą następujące gatunki:
- Rhabdotorrhinus corrugatus (Temminck, 1832) – dzioborożec białogardły
- Rhabdotorrhinus exarhatus (Temminck, 1823) – dzioborożec bruzdodzioby
- Rhabdotorrhinus leucocephalus (Vieillot, 1816) – dzioborożec jasnogłowy
- Rhabdotorrhinus waldeni (Sharpe, 1877) – dzioborożec kasztanowogłowy